# イスロテ島
サンタ・クルス・デル・イスロテ（Santa Cruz del Islote）、通称イスロテ島は、コロンビアのボリーバル県にあり、本土から約30kmの沖に位置するサン・ベルナルド諸島 (Archipelago of San Bernardo) を構成する一つの島である。世界で最も人口密度の高い島といわれている。
もともとは無人島で、150年ほど前までは付近の漁師が休憩したり嵐から身を守るために利用していたが、周辺の海がサンゴが豊富でよい漁場だったため、やがて人が住み始めるようになり、2017年時点で約1ヘクタールほどの土地に45家族、97戸が密集し、マンハッタンの人口密度の約4倍となっている。
島の名前は、最初の移住者たちが暮らしていたときにセメントでできた十字架（スペイン語で「クルス」）が流れ着き、それを島の中心に立てたことからそう呼ばれるようになった。
電気は通っているが夕方6時半から11時半までで、水道やガスはなく、水は雨水を貯めて生活用水としている。

## 地理
面積0.01km²。カルタヘナから船で2時間の距離にある。近くに、本島より大きい、樹木が多く生えた島がある。

## 交通
交通手段はフェリーで、トル (Tolú) 港からフェリーが出ている。

## テレビでの特集
- 世界一番紀行「世界で一番の大家族の島～コロンビア・イスロテ島～」（NHK、2011年12月30日放送）[4]
- 地球イチバン「地球でイチバンきゅーくつな島～コロンビア・イスロテ島～」（NHK、2012年1月26日放送）[5]
- 情報ライブ ミヤネ屋（日本テレビ、2012年2月23日放送）
- 住んでる人が見たい！世界の超！絶景ハウス（テレビ東京、2013年12月28日放送）[6][7]
- 噂の現場直行ドキュメン ガンミ!!（TBS、2014年4月26日放送）
- 世界の村のどエライさん（フジテレビ、2018年1月15日放送）[8]